# 홍익표 (1967년)
홍익표(洪翼杓, 1967년 11월 20일~)는 대한민국의 정치인으로, 제19·20·21대 국회의원이다. 2023년 9월 26일, 더불어민주당 원내대표에 선출되었다. 더불어민주당 수석 대변인과 제19대 문재인 대통령 후보 수석대변인, 국정기획자문위원회 기획분과위원, 더불어민주당 정책위원회 수석부의장 등을 역임하였다.

## 생애
한양대학교 정치외교학과를 학사 학위하고 동 대학원에서 정치학 박사학위를 받았다. 1996년부터 대외경제정책연구원에서 통일 문제에 관한 전문연구원으로 근무했다. 노무현 정부 시절 이재정 통일부 장관의 정책보좌관을 지냈다. 2012년 제19대 국회의원 총선거에서 민주통합당 임종석 사무총장의 추천을 받아 성동구 을 지역구에 출마해 0.8%의 근소한 차이로 새누리당의 후보 김동성을 누르고 당선됐다.
이후 민주당 원내대변인, 민주통합당 전략기획위원장, 더불어민주당 비례대표선출규정TF 팀장 등의 당내 활동을 거쳐 2016년 제20대 국회의원 총선거에서 더불어민주당 중구·성동구 갑에 출마하여 45.07%의 지지율로 당선되었다.

## 학력
- 관악고등학교 졸업
- 한양대학교 사회과학대학 정치외교학과 학사
- 1991년 한양대학교 대학원 정치학 석사
- 2005년 한양대학교 대학원 정치학 박사

## 저서
- <평화의 규칙> 우리는 미래로 가는 첫걸음을 떼었습니다 / 저자 문정인, 홍익표, 김치관[6]
- <한반도를 넘어 유라시아로> 홍익표의 한반도 미래전략 제안 / 저자 홍익표[7]

## 수상
- 덩샤오핑 국가주석 100주념 기념상
- 대한민국 국회 의정대상 입법활동부문 우수의원

## 경력
- 1996 대외경제정책연구원 전문연구원
- 2005 우리겨레하나되기운동본부 정책자문위원
- 2005. 12.~2006 . 5 일본동북아경제연구소 객원연구원
- 2007. 2.~2008. 1. 통일부 정책보좌관
- 2008. 8.~2013. 8. 북한대학원대학교 겸임교수
- 2010. 1. 인천광역시 남북교류협력위원회 위원
- 2012. 2. 통일부 통일교육위원
- 2012년 4월 11일: 대한민국 제19대 국회의원 선거 당선(서울 성동구 을, 민주통합당, 초선)
- 2012. 5.~2013. 5. 민주통합당 서울특별시당 성동구 을 지역위원회 위원장
- 2013. 1.~2013. 5. 민주통합당 전략기획위원장
- 2013. 5.~2014. 3. 민주당 서울특별시당 성동구 을 지역위원회 위원장
- 2013. 5.~2013. 7. 민주당 원내대변인
- 2013. 7.~2014. 5. 민주당 원내부대표
- 2014. 3.~2015. 12. 새정치민주연합 서울특별시당 성동구 을 지역위원회 위원장
- 2015. 12.~2016. 3. 새정치민주연합→더불어민주당 비례대표선출규정TF 팀장
- 2015. 12.~2016. 5. 더불어민주당 서울특별시당 성동구 을 지역위원회 위원장
- 2016년 4월 13일: 대한민국 제20대 국회의원 선거 당선(서울 중구·성동구 갑, 더불어민주당, 재선)
- 2016. 5.~2022. 7. 더불어민주당 서울특별시당 중구·성동구 갑 지역위원회 위원장
- 2016. 8.~2016. 9. 더불어민주당 전기요금개선TF 팀장
- 2016. 9.~2018. 8. 더불어민주당 정책위원회 수석부의장
- 2017. 5.~2017. 7. 국정기획자문위원회 기획분과 위원
- 2017. 8.~2018. 6. 더불어민주당 지방선거기획단 위원
- 2018. 8.~2020. 2. 더불어민주당 수석대변인
- 2020년 4월 15일: 대한민국 제21대 국회의원 선거 당선(서울 중구·성동구 갑, 더불어민주당, 3선)
- 2020. 9.~2021. 6. 민주연구원 원장
- 2019. 9.~2021. 4. 더불어민주당 코로나19 국난극복위원회 총괄본부장
- 2021. 1.~2021. 5. 더불어민주당 정책위원회 의장
- 2022. 7.~ 더불어민주당 서울특별시당 서초구 을 지역위원회 위원장
- 민족화해협력범국민협의회 상임의장
- 남북경제문화협력재단 이사
- 경제민주화와 평화통일을 위한 국민연대 회장
- 2023. 9.~2024. 5. 더불어민주당 원내대표
- 2024. 9.~ 동국대학교 특임교수
- 2024. 10.~ 더불어민주당 외교안보통일자문회의 위원
- 2025. 1.~ AI 법‧규제‧정책 플랫폼 기업 코딧 고문

### 국회의원 경력
- 2012. 5.~2016. 5. 제19대 국회의원(서울 성동구 을, 민주통합당→민주당→새정치민주연합→더불어민주당, 초선)
  - 2012. 7.~2013. 3. 제19대 국회 전반기 외교통상통일위원회 위원
  - 2013. 3.~2014. 5. 제19대 국회 전반기 외교통일위원회 위원
  - 2013. 5.~2014. 5. 제19대 국회 전반기 운영위원회 위원
  - 2014. 6.~2016. 5. 제19대 국회 후반기 산업통상자원위원회 위원
  - 2014. 6.~2016. 5. 제19대 국회 후반기 여성가족위원회 위원
  - 2014. 7.~2016. 5. 제19대 국회 일본군위안부문제대책소위원회 위원장
  - 2015. 7.~2016. 5. 제19대 국회 후반기 예산결산특별위원회 위원
- 2016. 5.~2020. 5. 제20대 국회의원(서울 중구·성동구 갑, 더불어민주당, 재선)
  - 2016. 6.~2017. 7. 제20대 국회 전반기 산업통상자원위원회 간사
  - 2016. 7.~2016. 10. 제20대 국회 가습기살균제 사고 진상규명과 피해구제 및 재발방지 대책 마련을 위한 국정조사특별위원회 간사
  - 2017. 7.~2018. 5. 제20대 국회 전반기 산업통상자원중소벤처기업위원회 간사
  - 2018. 7.~2020. 5. 제20대 국회 후반기 행정안전위원회 간사
  - 2018. 7.~2019. 3. 제20대 국회 후반기 예산결산특별위원회 위원
  - 2018. 10.~2019. 6. 제20대 국회 에너지특별위원회 위원
  - 2018. 12.~2020. 5. 제20대 국회 공공부문 채용비리 의혹과 관련된 국정조사특별위원회 위원
- 2020. 5.~2024. 5. 제21대 국회의원(서울 중구·성동구 갑, 더불어민주당, 3선)
  - 2020. 6.~2020. 12. 제21대 국회 전반기 기획재정위원회 위원
  - 2020. 7.~2024. 5. 국회 4차산업혁명포럼 공동연구책임의원
  - 2020. 12.~2022. 5. 제21대 국회 전반기 과학기술방송정보통신위원회 위원
  - 2021. 9.~2021. 9. 제21대 국회 대법관(오경미) 임명동의에 관한 인사청문특별위원회 위원장
  - 2021. 11.~2022. 5. 제21대 국회 언론미디어제도개선 특별위원회 위원장
  - 2022. 7.~2023. 10. 제21대 국회 후반기 문화체육관광위원회 위원장
  - 2023. 9.~2024. 5. 제21대 국회 후반기 국회운영위원회 위원
  - 2023. 10.~2024. 5. 제21대 국회 후반기 문화체육관광위원회 위원

## 의정 활동
19대 국회 상반기에는 외교통일위원회 소속 위원으로 NLL 문제, 간첩 조작 사건, 일본군 위안부 문제 등의 해결을 촉구하였고 글로벌녹색성장연구소의 부실 경영을 파헤쳐 감사원 감사를 이끌어 내었다. 19대 국회 하반기에는 산업통상자원위원회 위원으로 활동하며 소상공인 보호, 해외자원개발 문제 등을 다뤘고 겸임 상임위원회로 여성가족위원회에서 활동하며 여성 경력 단절 문제, 성폭력 문제 등을 해결하기 위해 노력했다.
20대 국회 상반기에는 산업통상자원중소벤처기업위원회 더불어민주당 간사로 활동, 임대차 계약 갱신 요구건을 종전의 5년에서 10년으로 상향하는 등 각 지역의 특성에 맞게 상가건물임대차 관련된 제도를 운영할 수 있도록 하고, 임차인의 재산권 보호 방안을 마련하는 <상가건물 임대차보호법>, 대규모점포와 중소유통기업의 상생발전을 도모하는 <유통산업발전법> 등의 개정안을 대표 발의하였다.
또한 가습기살균제 피해규명 및 진상조사 국정조사특별위원회 간사로 활동하며, 사회적 참사인 '가습기 살균제 피해' 사건의 원인과 은폐된 진실을 규명하고, 피해 구제와 재발방지책 마련을 위한 특별법을 공동발의하였다.
20대 국회 하반기에는 행정안전위원회 더불어민주당 간사로 활동, 소방관 국가직 전환을 비롯하여 민식이법 등 어린이 생명안전법 통과 등을 주도하였고, 검경수사권 조정의 일환인 경찰개혁과 관련한 <경찰법> 전면개정안 등을 대표발의 하였다.

## 논란

### 귀태 발언 논란
2013년 7월 11일 민주당 원내대변인으로서 고위정책회의 브리핑에서 "일본 제국주의가 세운 만주국의 귀태(태어나지 않아야 할 사람) 박정희와 기시 노부스케가 있는데, 아이러니하게도 귀태의 후손들이 한국과 일본의 정상으로 있다. 바로 박근혜 대통령과 아베 총리다"라고 말했고 이에 새누리당이 홍익표의 발언을 이유로 국정원의 대선 개입 의혹 국정조사와 남북정상회담 대화록 열람 등 국회 일정을 전면 중단하자 홍익표는 다음 날 원내대변인직에서 사퇴를 하였다.

### 워마드 성체 훼손에 종교계 성찰 언급 논란
여성우월주의 성향의 인터넷커뮤니티 워마드가 성체를 훼손해 논란이 불거진 가운데‘종교계의 성찰’을 언급해 논란이 되었다. “페미니즘 전반에 대한 과도한 공격으로 이어지는 것은 바람직하지 않다”고 주장하며 "종교계가 우리 사회의 증오, 차별, 무분별한 혐오에 대해 성찰하고 국민 통합을 이루는 선도적 역할을 하는 계기로 삼아야 한다”며 종교계의 성찰을 거론했다.

### 20대 비하 논란
국회 세미나실에서 있었던 "긴급토론회-5.18망언과 극우정치 어떻게 극복할 것인가" 토론회에서 20대의 대통령 지지율이 급락하는 이유에 대하여 "왜 20대가 가장 보수적이냐. 거의 60~70년대 박정희 시대를 방불케 하는 반공교육으로 그 아이들에게 적대의식을 심어준 거죠."라는 발언을 하여 논란이 되고 있다. 20대가 민주당을 지지하지 않는 것이 제대로 된 교육을 받지 못해서 그렇다는 내용으로 이말이 20대 비하가 아니냐는 논란이 일어나자 홍영표 원내대표가 대신 사과를 하였으나  "원내대표가 내 발언을 모르고 사과하신 것 같다. 나는 원내대표 사과에 동의하지 않는다"라고 발언을 하여 논란은 더욱 더 점화가 되고 있다. 홍익표 의원은 “내가 문제 삼은 것은 그런 내용을 강요했던 일부 보수당”이라면서 “그것 때문에 우리 당 지지율이 낮다고 한 것이 아니고, 20대들이 통일 문제 등에 부정적 인식을 가진 것은 다 알지 않나. 왜 그렇게 됐는지 분석을 한 것”이라고 설명했다. 그러면서 “그 당시 사회적 분위기의 영향을 받은 것이 있고, 교육은 학교 교육만 있는 게 아니라 매스미디어 교육도 있다”면서 “당시 사회 분위기가 어땠나. 9시 뉴스 톱뉴스만 봐도 그랬다. 북한 문제를 어떻게 다루는지 그런 영향을 받게 된다”고 부연했다. 그는 “그런 영향을 받은 것은 20대에 국한된 게 아니라 전 국민과 관련된 것”이라면서 “유럽 사회에서 젊은 인구가 신나치 등으로 보수화되느냐 그런 문제(와도 관련이 있다)”고 덧붙였다. 그리고 자신의 발언을 왜곡하고 있다고 이야기하였다.

### 바른미래당 및 하태경 의원 비하 발언
2019년 2월 27일 홍익표 의원은 김어준의 뉴스공장에 출연해서 다음과 같이 발언했다.
김어준: 하태경 의원과 담판 지을 자리를 마련하면 나오실 겁니까?
홍익표: 저는 그 사람하고 자꾸 엮이는 게 좋지 않은 게 소수 정당이잖아요. 저는 1당의 수석대변인인데. 왜냐하면 이 사람은….
진행자: 그 쪽도 (바른미래당) 최고위원입니다.
홍익표: 아니, 그래도 미니 정당이고 영향력도 없는 정당인데. 그런데 자꾸 이렇게 이분의 특징이….
진행자: 당까지 디스하시는군요, 이제.
홍익표: 그러니까 자꾸 뭔가 정치적 논란을 만들어서 자기 몸값을 올리려고 하는데, 정치 그렇게 하면 안 됩니다.

자신을 '1당의 수석대변인'으로 표현하고, 바른미래당을 '미니 정당', '영향력도 없는 정당'이라고 비난하여 하태경 의원과 바른미래당이 강하게 반발하였다. 하 의원은 "홍 의원이 청년들을 비하한 것이나 바른미래당을 비하한 것이나 그 본질은 똑같다. 전형적인 꼰대 마인드다. 젊은 층, 소수층을 얕잡아보는 오만한 불통 꼰대 마인드"라고 비판했고, 김수민 바른미래당 원내대변인은 "오만의 끝판왕, 홍익표 의원의 수석대변인직 사퇴를 요구한다"고 비판했다.

## 역대 선거 결과
|  | 49.66% |

|  | 45.07% |

|  | 54.25% |

|  | 42.50% |

## 소속 정당
| 소속 정당 | 소속 정당      | 소속 기간 | 비고      |
| --------- | -------------- | --------- | --------- |
|           | 민주통합당     | 2012~2013 | 정계 입문 |
|           | 민주당         | 2013~2014 | 당명 변경 |
|           | 새정치민주연합 | 2014~2015 | 합당      |
|           | 더불어민주당   | 2015~현재 | 당명 변경 |

## 같이 보기
- 서울 성동구의 국회의원
- 서울 중구의 국회의원
- 성동구 을 (2004년 선거구)
- 중구·성동구 갑